# Allium megalobulbon
Allium megalobulbon — вид рослин з родини амарилісових (Amaryllidaceae); ендемік Сіньцзяну (Китай).

## Опис
Цибулини парні або скупчені, циліндричні, дуже довгі, до 10 × 1–1.5 см; оболонка жовтувато-коричнева; внутрішні шари рожево-білі. Листки 1–2 мм, від півциліндричних до плоских, краї шершаво-дрібнозубчасті. Стеблина 25–35(40) см, циліндрична, вкрита листовими піхвами на ≈ 1/4 довжини. Зонтик кулястий, густо багатоквітковий. Оцвітина рожево-трояндова, при висиханні стає білуватою; сегменти з червоною серединною жилкою, ланцетні, 5–6 × 1.5–2 мм, верхівка гостра. Період цвітіння: ливень.

## Поширення
Ендемік Китаю — західний Сіньцзян.
Населяє кам'янисті схили.